# استاد ممتاز
استاد ممتاز یکی از رتبه‌های دانشگاهی استادان در موسسات آموزش عالی است.

## در ایران
بالاترین رتبه دانشگاهی در ایران استادی ممتاز است در هر یک از سیستم‌های آموزشی بنا به نوع سیستم دانشگاهی و آموزشی این رتبه دانشگاهی متفاوت است.
استاد ممتاز تا دو دوره پنج‌ساله از بازنشستگی معاف می‌شود و می‌تواند برای دوره دکترا با تشخیص خود بدون آزمون دانشجوی دکترا جذب کند.

### شرایط احراز
برخی از شرایط لازم برای کسب کرسی استادی ممتاز دانشگاه عبارت است از داشتن حداقل ۱۰۰ استناد معتبر در سطح بین‌المللی برای رشته‌های علوم تجربی یا ۵۰ استناد معتبر برای رشته‌های علوم انسانی و استاد راهنمایی حداقل ۱۰ دانش‌آموخته در سطح دکترای تخصصی و ۲۰ دانش‌آموخته در سطح کارشناسی ارشد، حداقل ۱۰ سال سابقه تدریس و تحقیق موفق پس از نیل به مرتبه استادی.
از جمله افرادی که سمت استادی ممتاز را در دانشگاه‌های ایران کسب کرده‌اند می‌توان به بیژن دواز،محمد برزگر جلالی، رضا داوری اردکانی، محمدرضا شفیعی کدکنی، علی اکبر صبوری، محمدرضا عارف، علی خیرالدین، نظام‌الدین امیری، سیدتقی اخوان نیاکی، فریدون دواچی، بهادر اعلمی هرندی، اردشیر قوام زاده، علی کاوه، مجتبی ازهری، محمد جعفر یاحقی، حسین ملک‌افضلی، شمس شریعت تربقان، علیرضا یلدا، مسلم بهادری، احمدرضا دهپور، غلامحسین مجذوبی، کامران دانشجو، محرم حبیب نژاد، بیژن رشیدیان، محمود مهرداد شکریه، مجیدرضا آیت‌اللهی و تورج محمدی اشاره کرد. انتخاب این استادان با پیشنهاد ریاست دانشگاه و بررسی و تأیید شورای انتخاب استادان ممتاز صورت می‌گیرد.